# Värlesjön
Värlesjön är en sjö i Söderköpings kommun i Östergötland och ingår i Söderköpingsåns huvudavrinningsområde. Sjön har en area på 0,0929 kvadratkilometer och ligger 37,9 meter över havet.

## Delavrinningsområde
Värlesjön ingår i det delavrinningsområde (648422-152972) som SMHI kallar för Vid mätstation Söderköping. Medelhöjden är 41 meter över havet och ytan är 43,85 kvadratkilometer. Räknas de 15 avrinningsområdena uppströms in blir den ackumulerade arean 328,14 kvadratkilometer. Storån som avvattnar avrinningsområdet har biflödesordning 2, vilket innebär att vattnet flödar genom totalt 2 vattendrag innan det når havet efter 5,4 kilometer. Avrinningsområdet består mestadels av skog (37 procent), öppen mark (14 procent) och jordbruk (43 procent). Avrinningsområdet har 0,09 kvadratkilometer vattenytor vilket ger det en sjöprocent på 0,2 procent. Bebyggelsen i området täcker en yta av 1,55 kvadratkilometer eller 4 procent av avrinningsområdet.